# Gömörmihályfalva
Gömörmihályfalva (szlovákul: Gemerské Michalovce) község Szlovákiában, a Besztercebányai kerületben, a Rimaszombati járásban.

## Fekvése
Tornaljától 10 km-re, nyugatra fekszik.

## Élővilága

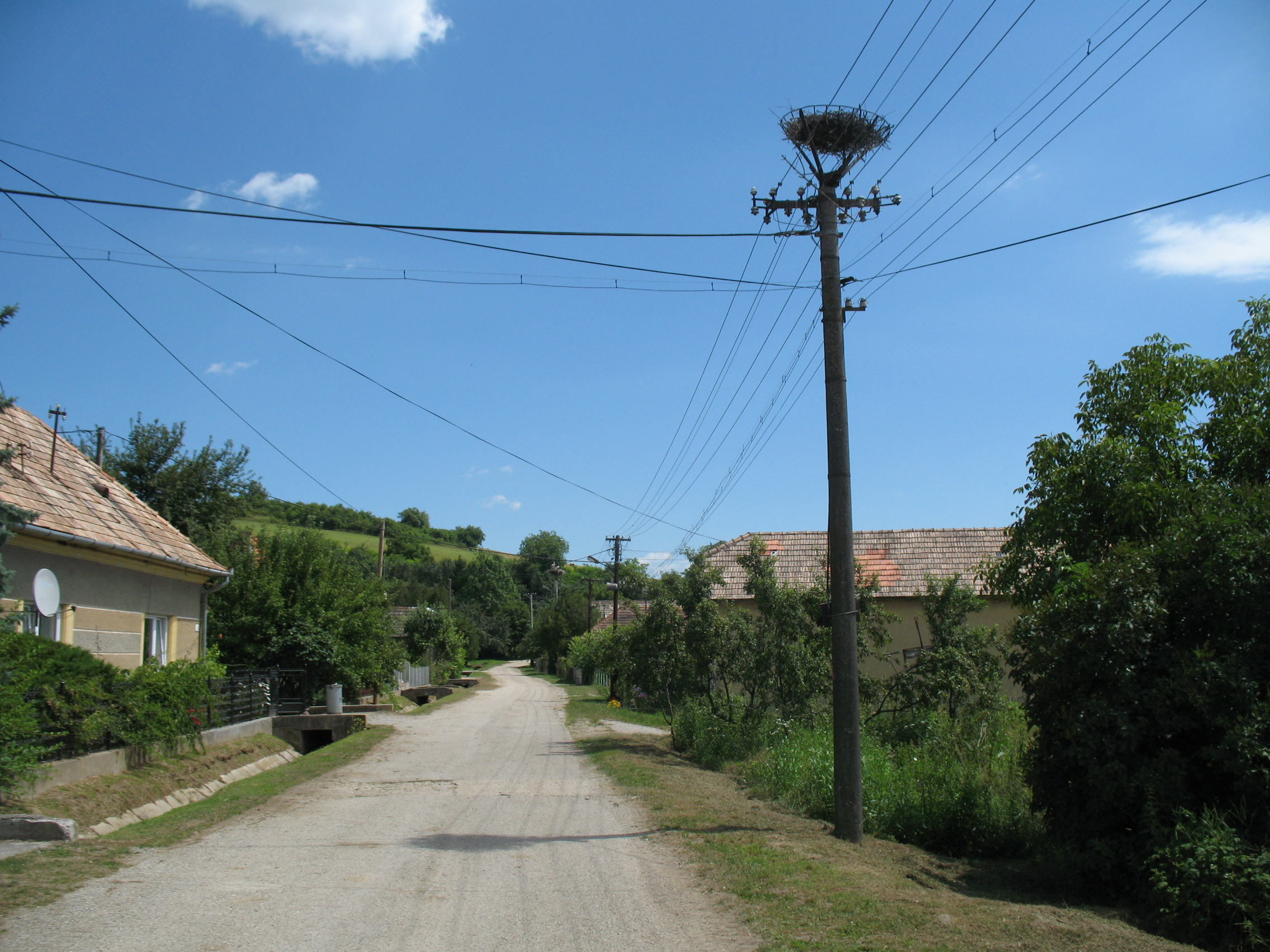
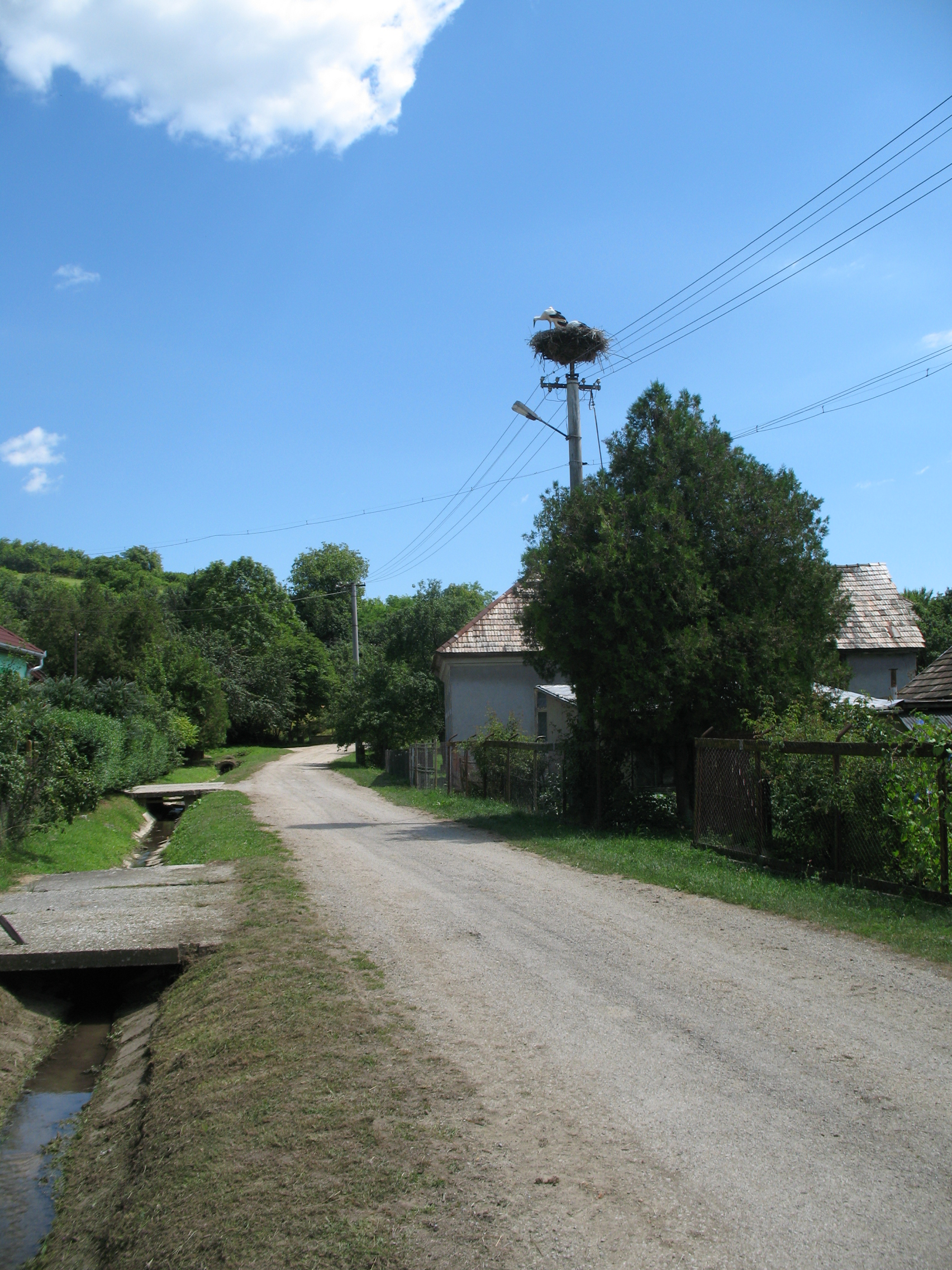
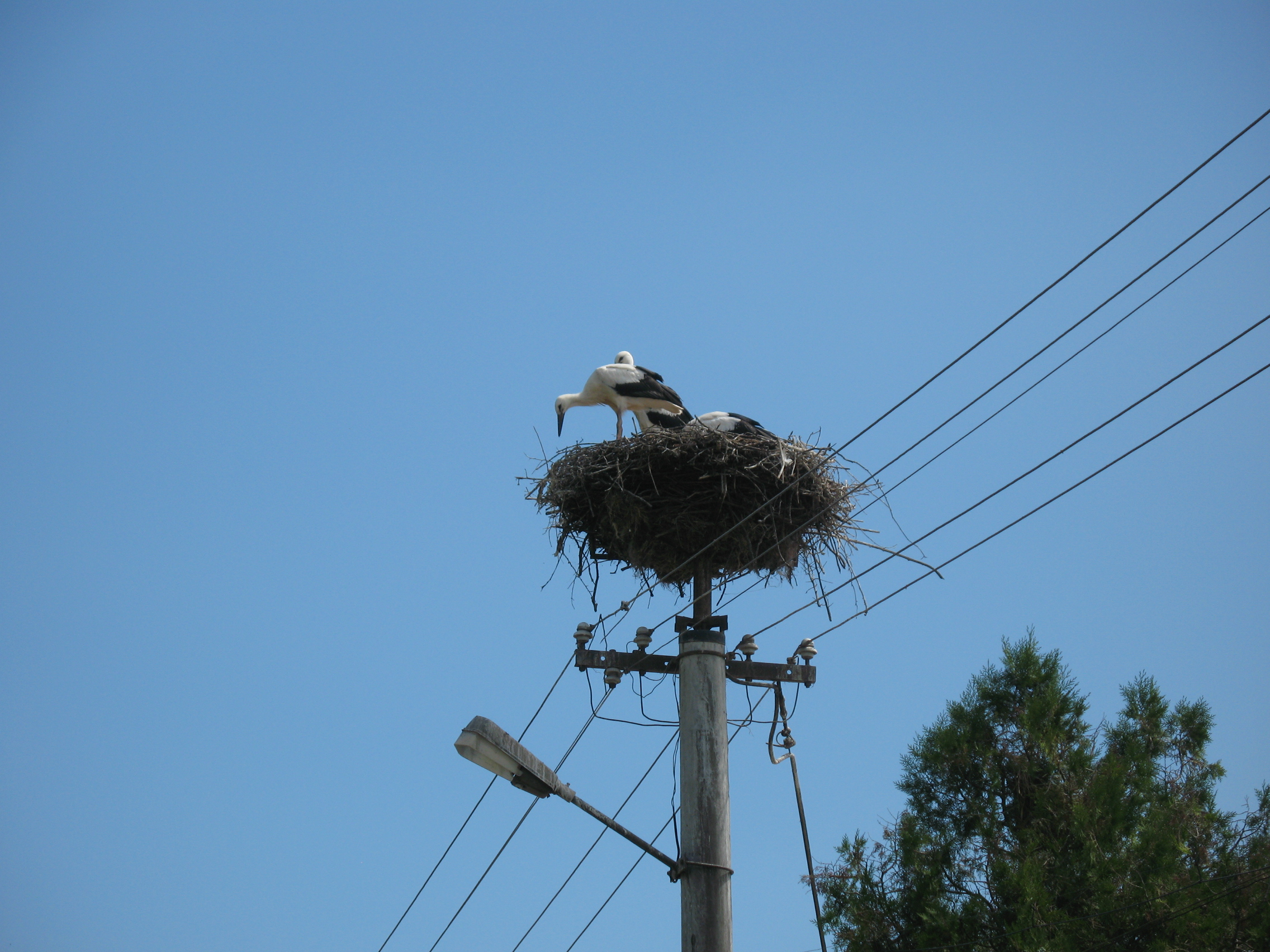
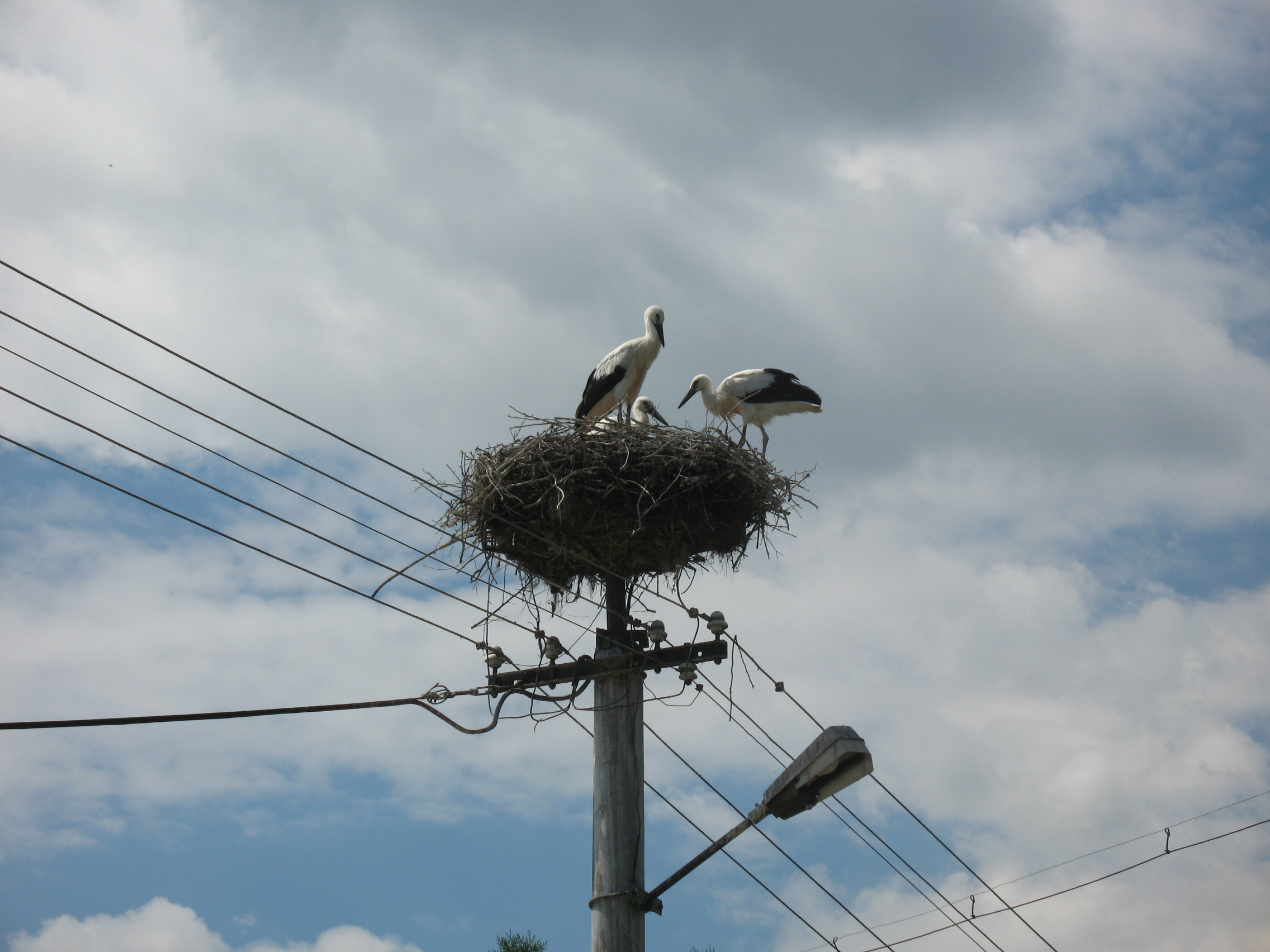

A faluban két gólyafészek található. 2014-ben 2 fiókát számoltak össze az egyik fészekben.

## Története
1413-ban „Myhalfalwa" néven említik először, de a falu régebben keletkezett. Nemesi község volt.
A 18. század végén Vályi András így ír róla: „MIHÁLYFA. Magyar falu Gömör várm. földes Urai Bodon, és Forgon Urak, lakosai többnyire reformátusok, fekszik Sankfalvához nem meszsze, és annak filiája, Alsó Vály, és Alsó Kálósótól is 1/2 órányira, gyűmöltsei jelesek, földgye, és réttye középszerű, erdeje meg lehetős, piatzozása 1 1/2 mértföldnyire Rimaszombatban, Jolsván két és Rozsnyón 5 mértföldnyire."
1828-ban 44 házában 337 lakos élt, akik főként mezőgazdasággal foglalkoztak.
A 19. század közepén Fényes Elek eképpen írja le: „Mihályfalva, magyar falu, Gömör és Kis-Honth egyesült vmegyékben, Gömőrhöz nyugotra 2 1/2 órányira: 30 kath., 307 ref. lak. Ref. szentegyház. F. u. több nemesek. Ut. posta Torna."
Gömör-Kishont vármegye monográfiájában pedig ezt olvashatjuk róla: „Mihályfalva, a Kopány patak mellett fekvő magyar kisközség, 49 házzal és 188 ev. ref. vallású lakossal. E községet már a pápai tizedszedők jegyzéke is említi Michela néven. 1427-ben az Eördögh család a földesura, később azután megoszlik a Bodon, Forgon és a Nagy családok közt. A községben levő úrilakot Bodon Ábrahám, a vármegye egykori alispánja építtette és ez most Beélik Iváné. A református templom 1772-ben épült. A községhez tartoznak Loponyi, Ablonczi és Morhó puszták. Az utóbbi már 1427-ben mint a Derencsényiek birtoka szerepel. 1480-on túl már nem találjuk nyomát. A község postája Füge, távírója és vasúti állomása Tornallya."
A trianoni diktátumig területe Gömör-Kishont vármegye Tornaljai járásához tartozott, ezután a csehszlovák állam része lett. 1938 és 1945 között újra Magyarország része.
Földműves szövetkezetét 1952-ben alapították, a lakosság többsége itt dolgozott.

## Népessége
| Év:            | 1994. | 2004.    | 2014.    | 2024.   |
| -------------- | ----- | -------- | -------- | ------- |
| Emberek száma: | 98    | 108      | 97       | 90      |
| Eltérés:       |       | +10,20 % | -10,18 % | -7,21 % |

| Év:            | 2023. | 2024.   |
| -------------- | ----- | ------- |
| Emberek száma: | 92    | 90      |
| Eltérés:       |       | -2,17 % |

1910-ben 167-en, túlnyomórészt magyarok lakták.
2001-ben 97 lakosából 76 magyar és 21 szlovák.
2011-ben 99 lakosából 78 magyar és 18 szlovák.

## Híres emberek
- Itt született 1810-ben Bodon Ábrahám ügyvéd, országgyűlési képviselő, Gömör-Kishont vármegye másodalispánja, egyházi és jogi szakíró.
- Itt született 1885-ben Forgon Mihály genealógus, történész, jogász.

## Képtár

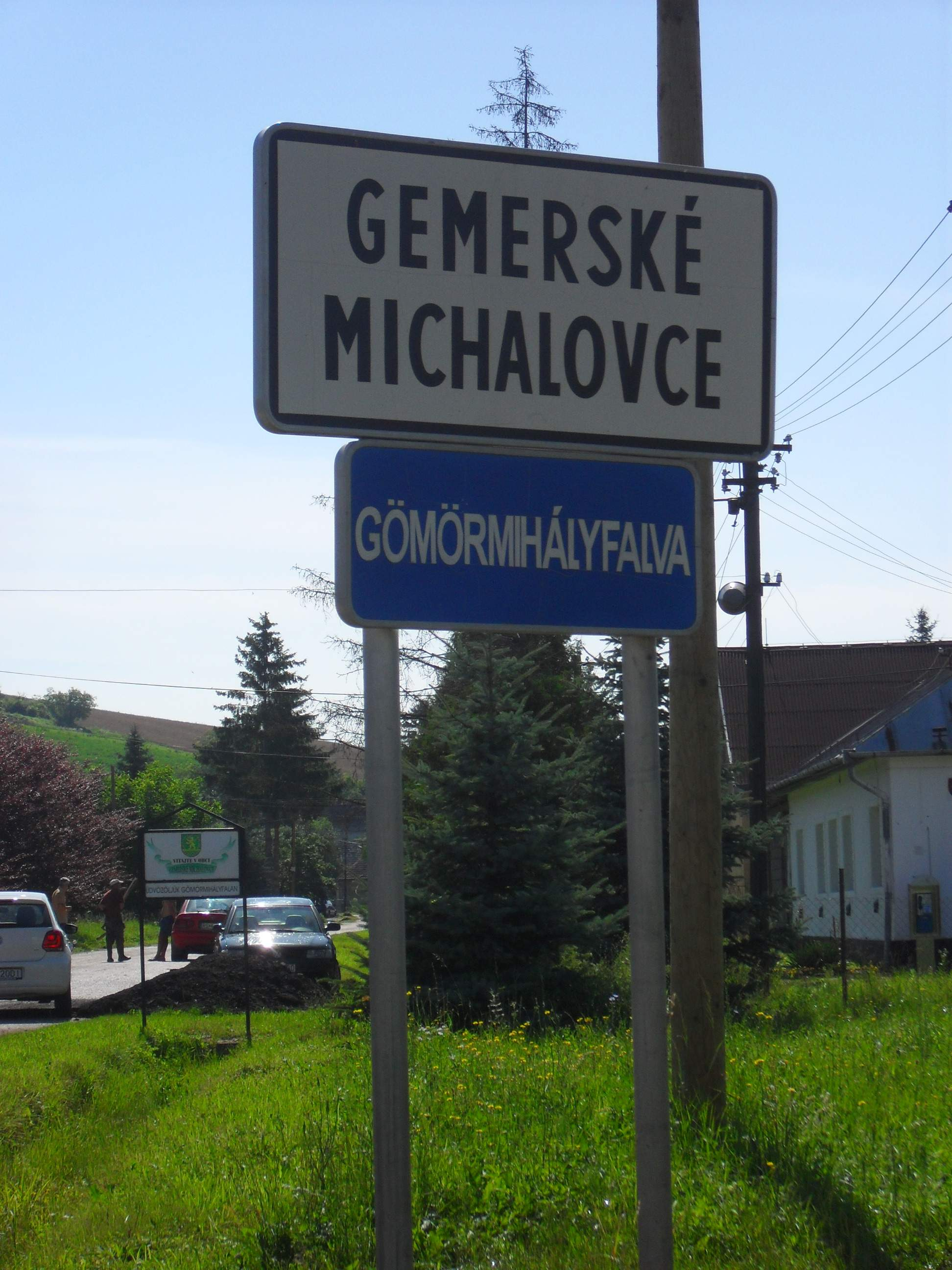
Kétnyelvű helységnévtábla
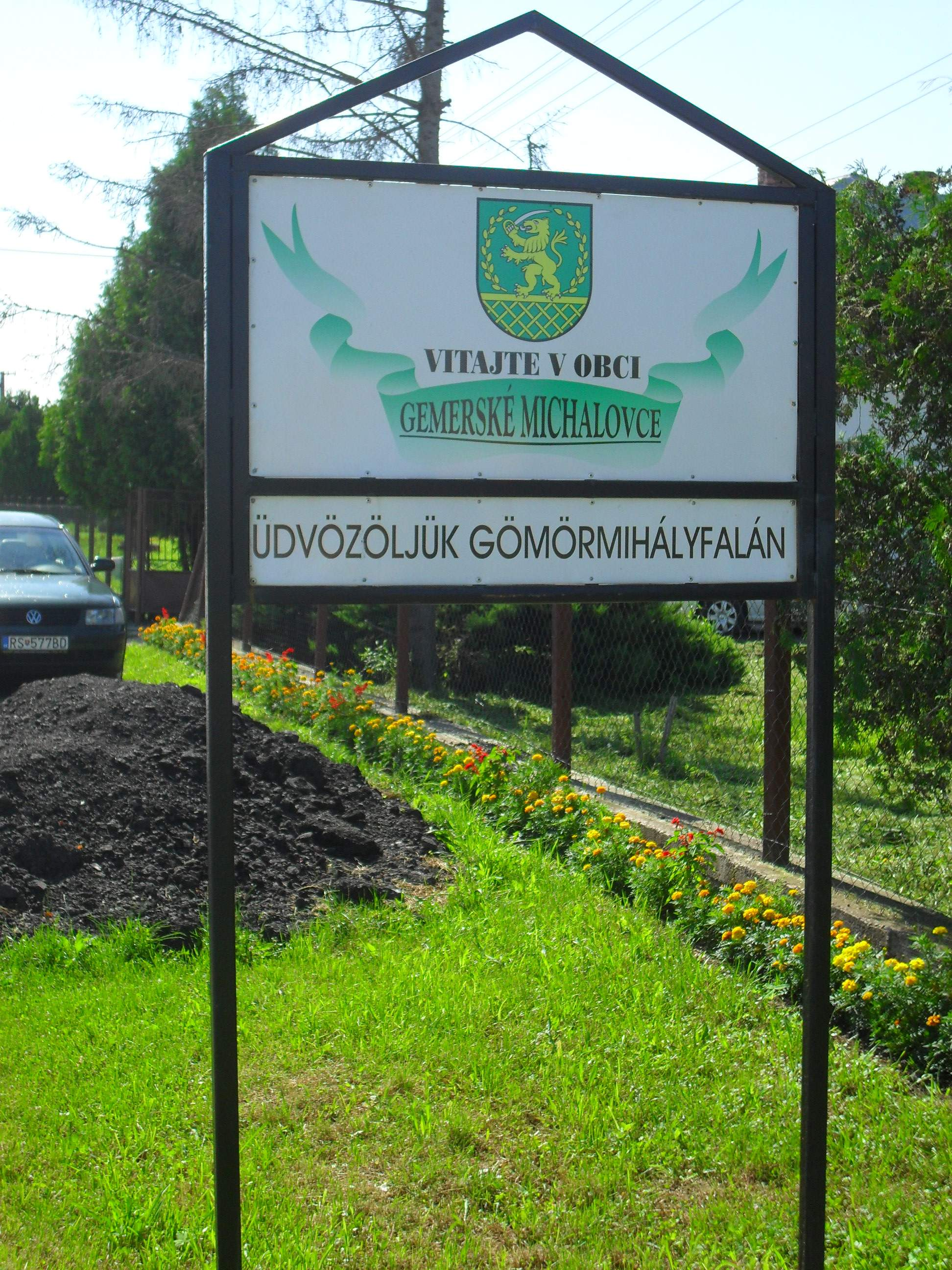
Címeres üdvözlőtábla
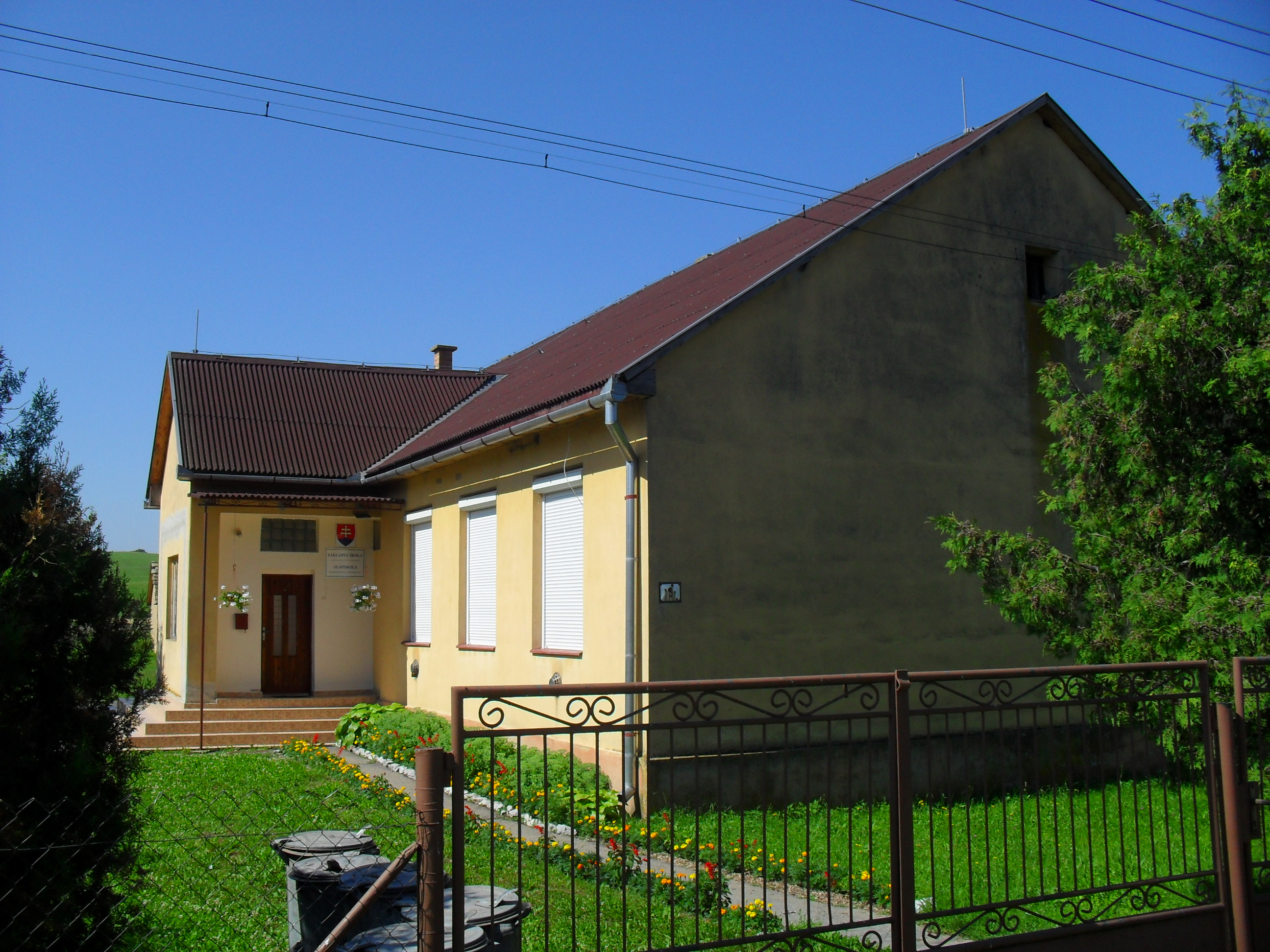
Alapiskola
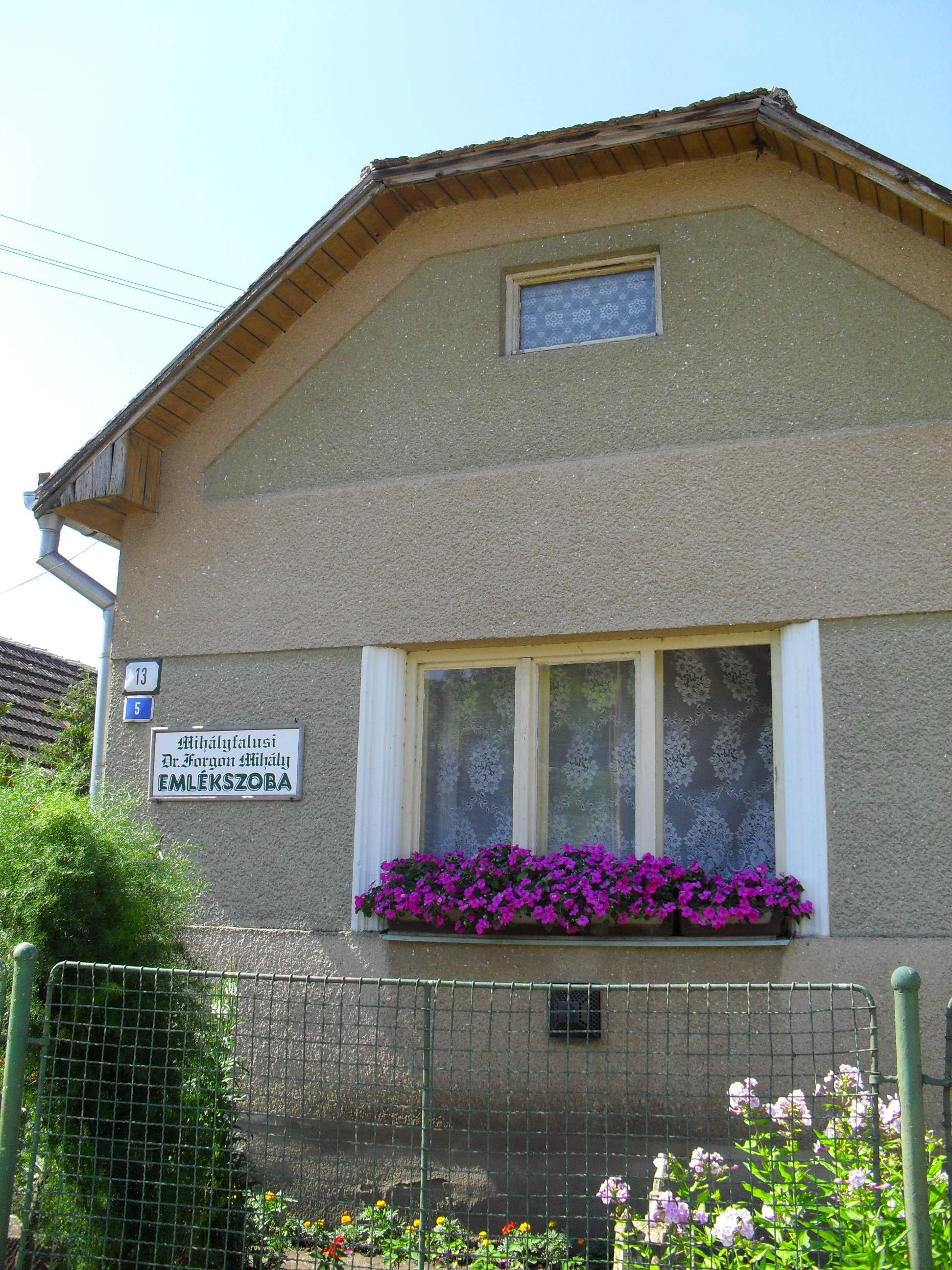
Forgon Mihály-emlékszoba
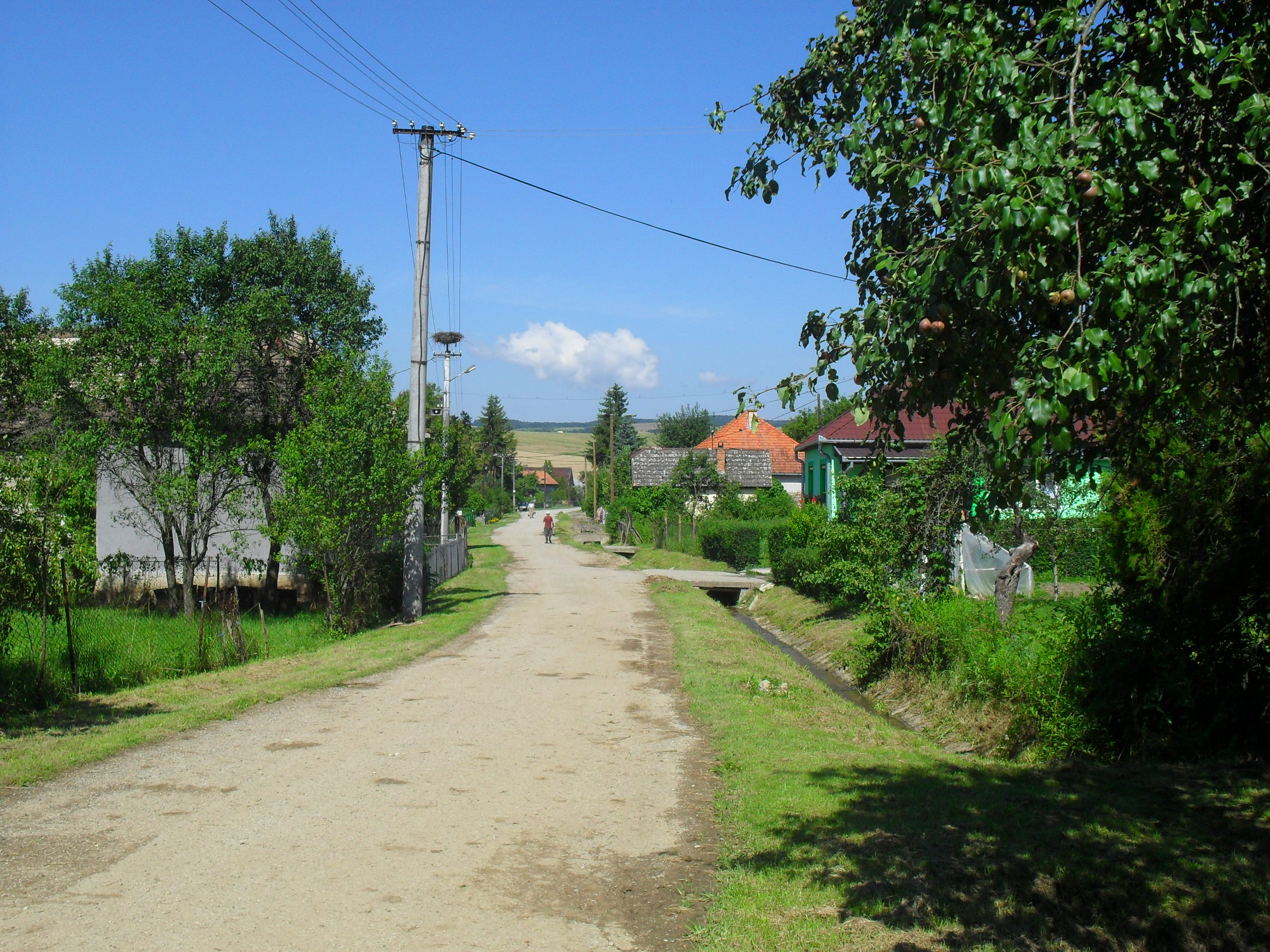
Utcakép
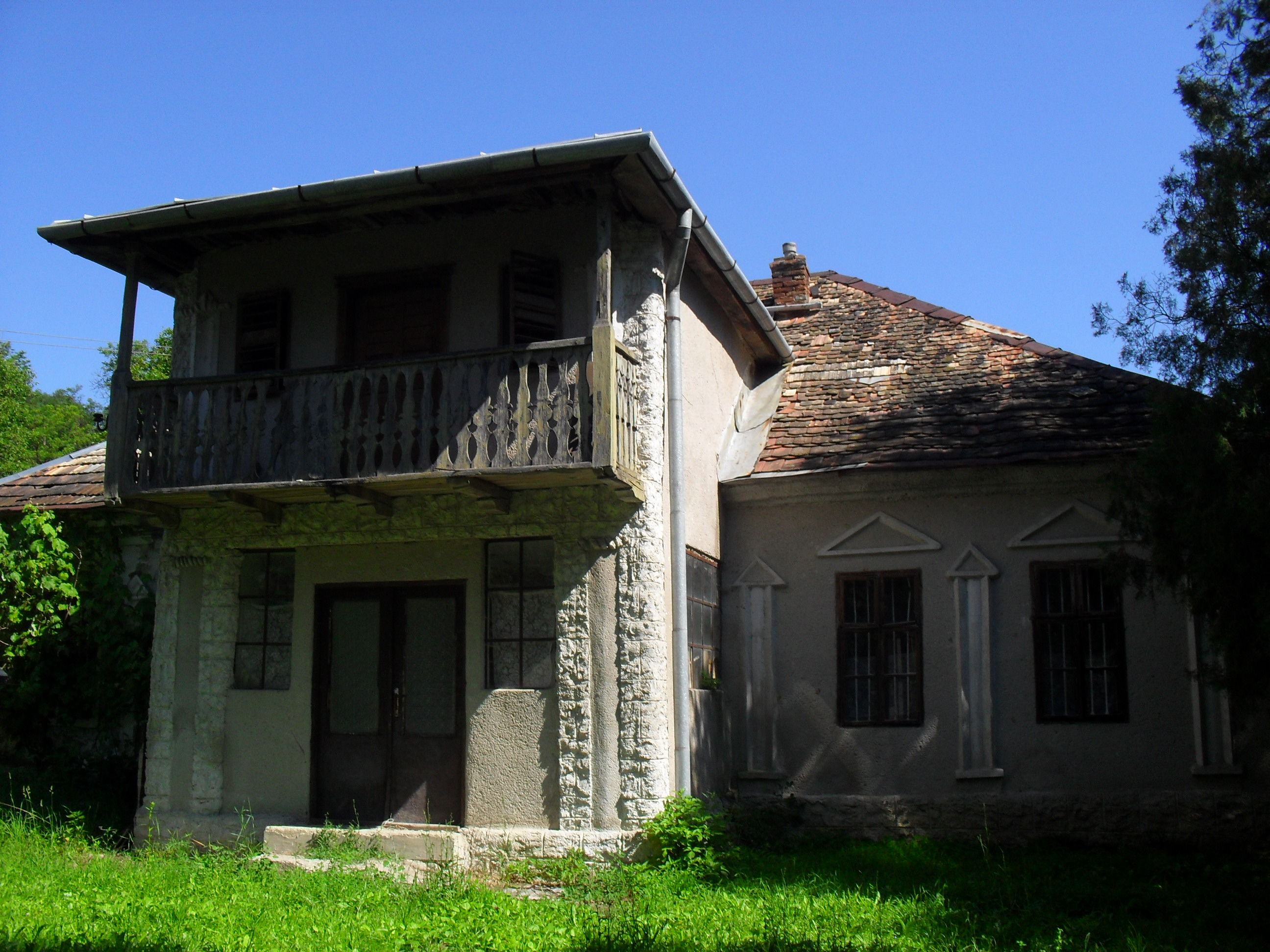
Régi ház a községben
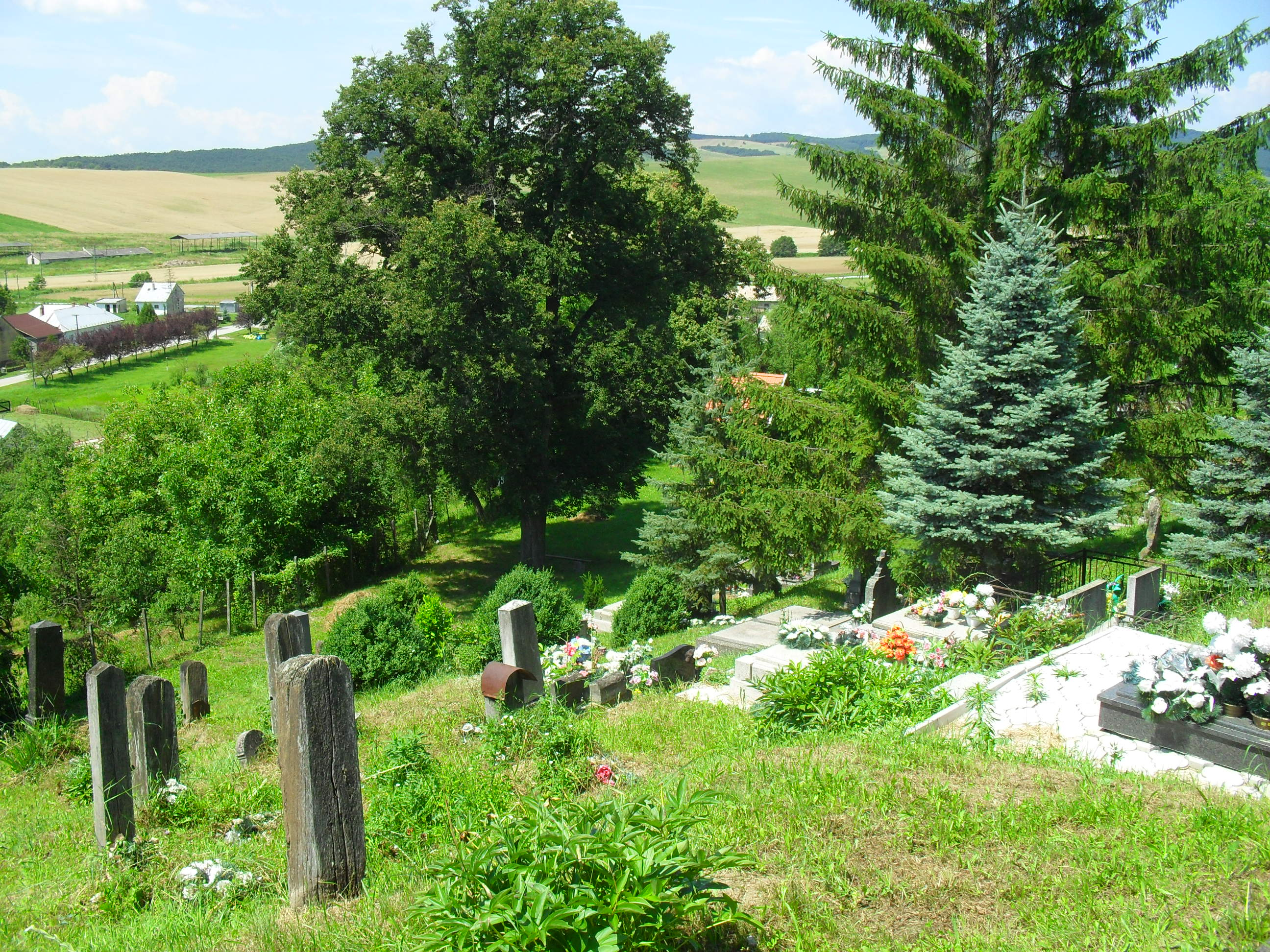
Temető
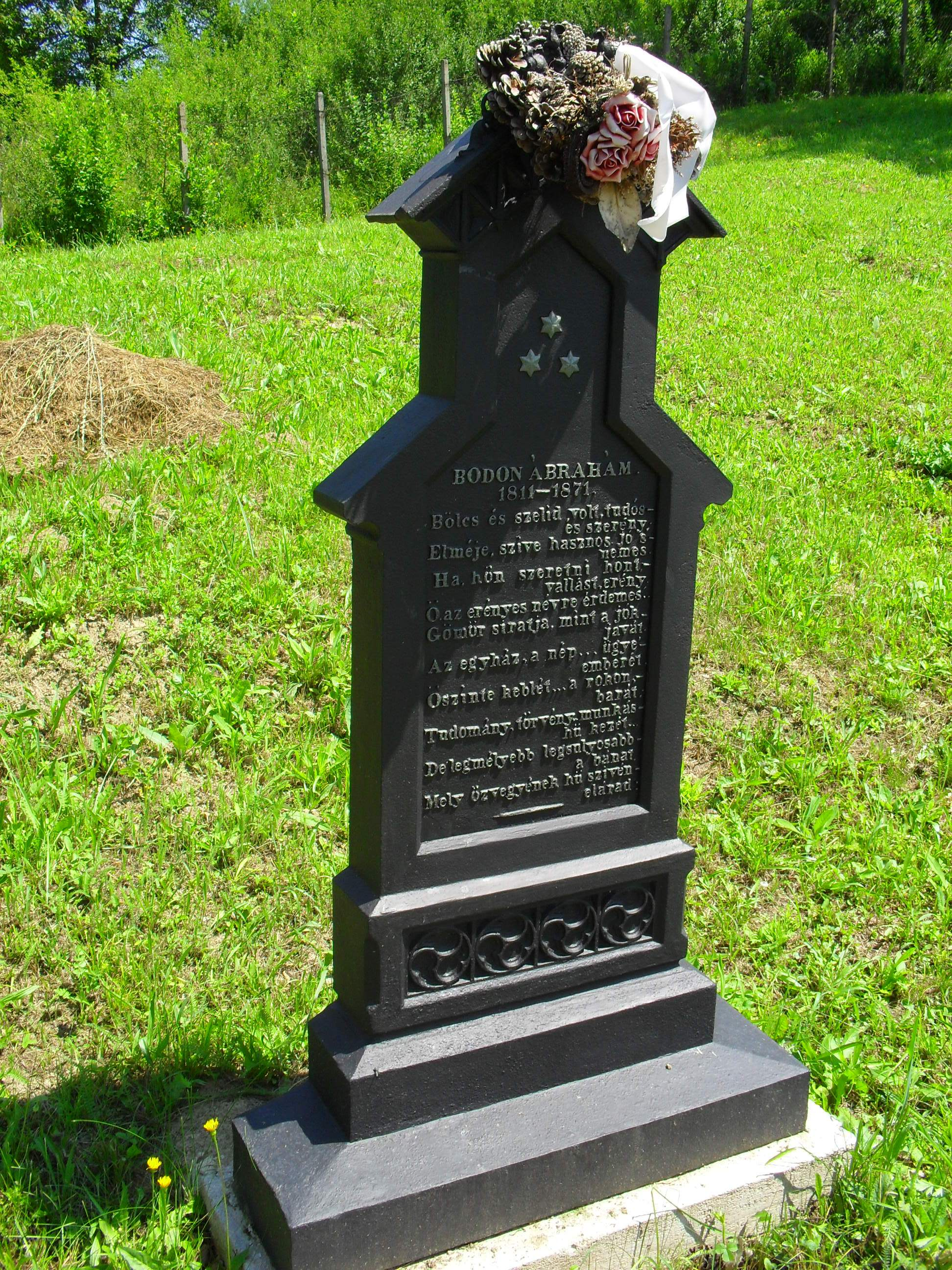
Bodon Ábrahám síremléke
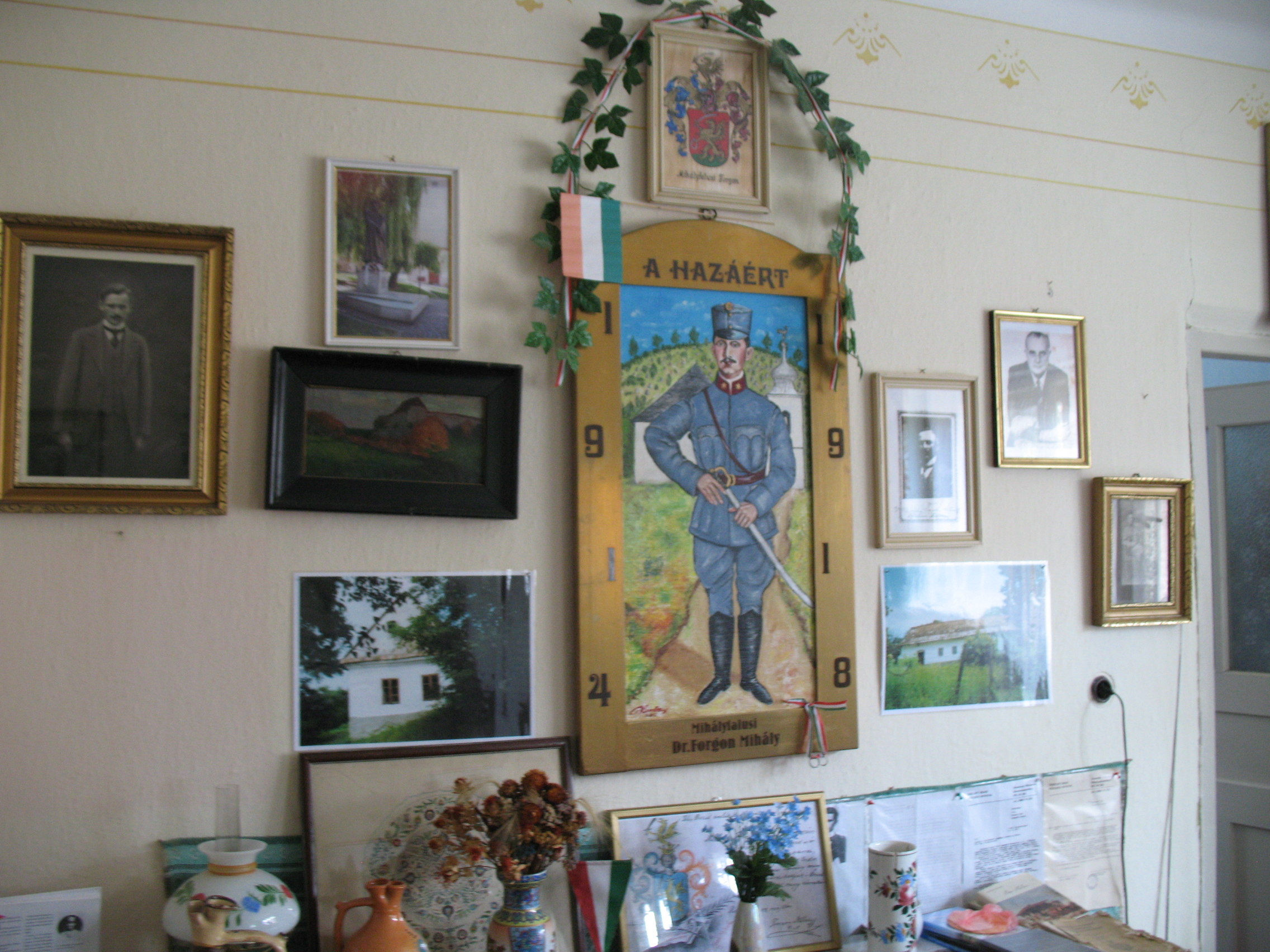

## Külső hivatkozások
- Községinfó
- E-obce.sk